# 1875 en santé et médecine
| Années de la santé et de la médecine : 1872 - 1873 - 1874 - 1875 - 1876 - 1877 - 1878    |
| Décennies de la santé et de la médecine : 1840 - 1850 - 1860 - 1870 - 1880 - 1890 - 1900 |

Cet article présente les faits marquants de l'année 1875 en santé et médecine.

## Événements
- 21 février : naissance de Jeanne Calment (morte en 1997) qui deviendra célèbre par sa longévité.
- 1er octobre : Wilhelm Wundt, médecin et physiologiste, professeur de philosophie inductive à Zurich[1], prend la chaire de philosophie à l'université de Leipzig ; le sénat académique lui attribue un auditorium dans l'ancien foyer des séminaristes pour accueillir dans le même moyen de démonstration des conférences sur la psychologie et des appareils destinés à leur propre travail expérimental. Cela deviendra le premier laboratoire de psychologie expérimentale en 1879[2],[3].

Cette année-là
- Ouverture de l'hôpital psychiatrique de Marsens, dans le canton de Fribourg, en Suisse[4].
- Alfred Vulpian, physiologiste, neurologue et anatomiste, est élu doyen de la faculté de médecine de Paris, poste qu'il conservera jusqu'en 1881.
- Épidémie de variole à Montréal. Le maire, William Hales Hingston, est aussi médecin : il se fait accorder le droit d'obliger les gens à se faire vacciner. Par ailleurs, comme mesure d'hygiène, il a implanté un système de ramassage des déchets.

## Publications
- Apollinaire Bouchardat : De la glycosurie ou diabète sucré, son traitement hygiénique[5], où l'auteur montre que la suppression du pancréas provoque le diabète.
- Alphonse Laveran : Traité des maladies et épidémies des armées.
- Jules Bernard Luys et Francis A. Countway, Leçons sur la structure et les maladies du système nerveux.

## Naissances
- 14 janvier : Albert Schweitzer (mort en 1965), médecin et philosophe français.
- 16 janvier : Leonor Michaelis (mort en 1949), médecin et biochimiste allemand.
- 15 février : Vladimir Filatov (mort en 1956), ophtalmologue et chirurgien russe.
- 15 mars : Léon Gernez (mort en 1936), chirurgien français.
- 19 mai : Valmont Martin (mort en 1935), médecin québécois, maire de Québec en 1926-1927.
- 9 juin : Henry Hallett Dale (mort en 1968), prix Nobel de physiologie ou médecine en 1936 avec Otto Loewi (1873-1961).

## Décès
- 11 avril : Heinrich Schwabe (né en 1789), pharmacien puis astronome allemand.
- 21 juin Jean Nicolas Demarquay (né en 1814), chirurgien français.
- 10 septembre : Luigi Porta (né en 1800), médecin anatomiste et homme politique italien.
- 15 septembre : Guillaume Duchenne de Boulogne (né en 1806), neurologue français.
- 19 décembre : Achille Berg (né en 1832), médecin réunionnais[6].

Sans date
- John McClelland (né en 1805), médecin et naturaliste britannique.